# Эмиров, Рустам Русланович
Рустам Русланович Эмиров (каз. Рүстем Рұсланұлы Әміров; род. 14 сентября 2000, Ташкенсаз, Алматинская область) — казахстанский футболист, полузащитник клуба «Хан-Тенгри».

## Биография
Футбольную карьеру начинал в 2018 году.
Летом 2021 года перешёл в российский клуб «Кайрат» Москва. 1 августа 2021 года в матче против клуба «Балтика-БФУ» дебютировал в ФНЛ-2.
11 сентября 2022 года в матче против клуба «Туран» Туркестан дебютировал в казахстанской Премьер-лиге (3:1).

## Клубная статистика
| Игровая карьера | Игровая карьера | Игровая карьера | Лига | Лига | Кубок | Кубок | Межд. | Межд. | Др. | Др. |
| --------------- | --------------- | --------------- | ---- | ---- | ----- | ----- | ----- | ----- | --- | --- |
| 2018            | Кайрат М        | В               | 32   | 1    | —     | —     | —     | —     | —   | —   |
| 2019            | Кайрат-Жастар   | Б               | 13   | 0    | —     | —     | —     | —     | —   | —   |
| 2020            | Кайрат-Жастар   | Б               | 7    | 2    | —     | —     | —     | —     | —   | —   |
| 2021            | Кайрат-Жастар   | Б               | 10   | 1    | —     | —     | —     | —     | —   | —   |
| 2021/22         | Кайрат          | В               | 23   | 1    | 4     | 0     | —     | —     | —   | —   |
| 2022            | Кайрат          | А               | 1    | 0    | —     | —     | —     | —     | —   | —   |
| 2022            | Кайрат-Жастар   | Б               | 1    | 0    | —     | —     | —     | —     | —   | —   |